# Nyctemera sumatrensis
Nyctemera sumatrensis là một loài bướm đêm thuộc phân họ Arctiinae, họ Erebidae.